# Players Championship
Players Championship är en rankingturnering i snooker som spelas i Llandudno, Wales. Tidigare hette turneringen Players Championship Grand Final och var ett finalspel av nu nedlagda Players Tour Championship. Sedan 2017 är det istället en rankingturnering mellan de 16 främsta på världsrankingen.

## Vinnare
| År                                               | Vinnare                                          | Motståndare                                      | Resultat                                         | Säsong                                           |
| Players Tour Championship Grand Finals (ranking) | Players Tour Championship Grand Finals (ranking) | Players Tour Championship Grand Finals (ranking) | Players Tour Championship Grand Finals (ranking) | Players Tour Championship Grand Finals (ranking) |
| ------------------------------------------------ | ------------------------------------------------ | ------------------------------------------------ | ------------------------------------------------ | ------------------------------------------------ |
| 2011                                             | Shaun Murphy                                     | Martin Gould                                     | 4 – 0                                            | 2010/11                                          |
| 2012                                             | Stephen Lee                                      | Neil Robertson                                   | 4 – 0                                            | 2011/12                                          |
| 2013                                             | Ding Junhui                                      | Neil Robertson                                   | 4 – 3                                            | 2012/13                                          |
| Players Championship Grand Final (ranking)       |                                                  |                                                  |                                                  |                                                  |
| 2014                                             | Barry Hawkins                                    | Gerard Green                                     | 4 – 0                                            | 2013/14                                          |
| 2015                                             | Joe Perry                                        | Mark Williams                                    | 4 – 3                                            | 2014/15                                          |
| 2016                                             | Mark Allen                                       | Ricky Walden                                     | 10 – 6                                           | 2015/16                                          |
| Players Championship (ranking)                   |                                                  |                                                  |                                                  |                                                  |
| 2017                                             | Judd Trump                                       | Marco Fu                                         | 10 – 8                                           | 2016/17                                          |
| 2018                                             | Ronnie O'Sullivan                                | Shaun Murphy                                     | 10 – 4                                           | 2017/18                                          |
| 2019                                             | Ronnie O'Sullivan                                | Neil Robertson                                   | 10 – 4                                           | 2018/19                                          |
| 2020                                             | Judd Trump                                       | Yan Bingtao                                      | 10 – 4                                           | 2019/20                                          |
| 2021                                             | John Higgins                                     | Ronnie O'Sullivan                                | 10 – 3                                           | 2020/21                                          |
| 2022                                             | Neil Robertson                                   | Barry Hawkins                                    | 10 – 5                                           | 2021/22                                          |
| 2023                                             | Shaun Murphy                                     | Ali Carter                                       | 10 – 4                                           | 2022/23                                          |
| 2024                                             | Mark Allen                                       | Zhang Anda                                       | 10 – 8                                           | 2023/24                                          |